# モスラ (1996年の映画)
『モスラ』（Mothra）は、1996年（平成8年）12月14日に公開された日本映画で、平成モスラシリーズの第1作である。製作は東宝映画。配給は東宝。カラー、ビスタビジョン、ドルビーステレオ。

## 概要
前年で終了した平成VSゴジラシリーズに替わり、同シリーズにも登場したモスラを主役とする怪獣映画シリーズの第1作。
このシリーズは1961年に公開された映画『モスラ』と異なり、いわゆる怪獣映画的な都市破壊、人類と怪獣との攻防、SF考証などの要素を極力排除したジュブナイル冒険譚の方向性で、ファンタジー要素の強いファミリー映画として製作された。1987年に起きた知床国有林伐採問題を元にしており、普通の市民が環境破壊に荷担していたり、環境保護を訴えるマスコミがエゴイストであったりと、社会性の強いテーマを持った作品として完成させた。また、主人公一家、モスラ親子、エリアス姉妹を通じて描かれる家族の絆もシリーズを通してのテーマとなっている。
監督は本作品がデビューとなる米田興弘、特技監督は平成ゴジラシリーズより引き続き川北紘一が務めた。

## ストーリー
北海道の紋別で豊国商事は開発工事のために森林伐採をしていた。その現場監督の後藤裕一は森の中にあった古代遺跡を発見し、遺跡に埋め込まれていたメダルを剥がす。だが、その遺跡は妖精のエリアス族の遺跡であり、そこには6千5百万年前に宇宙から来訪して植物を滅ぼし、恐竜絶滅の原因を作った宇宙怪獣デスギドラをそのメダル = 「エリアスの盾」で封印していたのだ。インファント島に住むエリアス姉妹のモルとロラは、封印が解かれたことを察知し、フェアリーに乗って日本へ向かう。
そうとは知らない裕一はそれを都内の自宅に持ちかえって娘・若葉にペンダントとして与え、再び伐採現場へ戻る。そこへ黒い妖精ベルベラがエリアスの盾を狙って飛来し、彼女と対立するエリアス姉妹と戦い盾を奪っていった。エリアス姉妹に「エリアスの盾と封印の意味」を知らされた後藤一家はエリアス姉妹を伴い、紋別へ行くが、紋別では巨大な岩隗が出現していた。ベルベラは裕一を操り、ダイナマイトを積んだブルドーザーで岩塊を爆破する。大樹の協力でエリアスの盾を奪還したエリアス姉妹だが、ついに岩隗からデスギドラが復活してしまう。デスギドラを倒すためにエリアスはモスラを召喚したが、モスラは卵を産んだ後で、寿命も長くなかったため、デスギドラとの決戦は苦戦を強いられる。親を助けようと予定より早く生まれた幼虫が糸や光線で親モスラを援護する。デスギドラを挑発し、ダムを破壊させて向こう岸まで追いやることに成功するが、親モスラは遂に力尽き、海底に沈んだ。
その後、デスギドラはかつて地球を滅ぼした時の形態の完全体となり、破壊の限りをつくす。幼虫は屋久島で繭をはり、森林のエネルギーを充分に吸った「新生モスラ」となる。デスギドラと再戦した新生モスラは、その圧倒的な力でデスギドラを再び地中に封印する。逃げ去っていくベルベラは、モルとロラの姉であった。
そして、モスラはデスギドラによって焼き払われ荒廃した北海道の大地に緑を瞬く間に甦らせる。エリアス姉妹は大樹・若葉に「いつかまた会える」と約束、後藤一家に別れを告げ、共にインファント島へ帰って行く。

## 登場キャラクター
親モスラ

新モスラ

フェアリー
モル・ロラの使う小さなモスラ。

エリアス

デスギドラ

### ガルガル
ベルベラが使役する猫と同程度の知能を有する小型のドラゴン型のロボット怪獣であり、普通の怪獣と変わらない外見をしている。飛行能力を備え、口から紫色の破壊光線シュビビン・ビームを放つことができるほか、人間を軽々と引きずることができる怪力を持ち、奇襲戦法を得意とする。後藤家のリビングルームでフェアリーとの空中戦を展開し、フェアリーを攻撃力と機動力で終始圧倒した。ベルベラからは命令を主に蹴りで伝えられるなど、乱暴に扱われることが多いため、よく壊れており、作中の終盤にモスラの光線の流れ弾で大破し、体内のメカ構造があらわになった。
『モスラ2 海底の大決戦』、『モスラ3 キングギドラ来襲』にもパワーアップして登場する。
制作
ベルベラのシーンは羽野晶紀の一人芝居となるため、掛け合いをするためのキャラクターとして創作された。
正体がメカであったという描写は、ベルベラ側の顛末を描く必要があったが、殺生を描くのは娯楽映画として後味が悪いため設けられた。
鳴き声は、顔がネコをモチーフとしていたことからネコの声を加工して用いている。サンプリングには、米田が飼っているネコの声も用いられた。

造型
造型は開米プロダクションが担当。全長6メートルの粘土原型を元に、俳優が乗れるサイズのものが製作された。内部には安全性を考慮して鉄骨を用いており、可動用のエアシリンダーとエアタンクも内蔵しているため、重量は200キログラムを超えるものとなり、大きすぎて開米プロの工房では組み立てられず、最終的に東宝スタジオで完成した。搭乗時の位置決めには、羽野が工房を訪れて調整を行っている。羽野は、ガルガルの胴体は自身の足の幅よりも太く、座る部分も鉄の塊であったため、乗り心地は良くなかったことを述懐している。
全身の可動は15人がかりで行われる。操演により、同意する頷きや怯える様など、多様な感情表現が行われている。撮影を担当した関口芳則は、細かい動きができるか心配であったが、それゆえに手間暇をかけて丁寧にやったため逆にうまくいったと述懐している。
頭部のデザインは、ずる賢いネコをイメージしている。目は、リアリティを重視して電飾を入れていない。
表皮はラテックス製で、本作品の前に開米プロが手掛けた恐竜の展示模型と同じ手法で制作している。
そのほか、東宝映像美術による検討用ミニチュアも製作されており、改造されて壊れたガルガルのシーンに用いられた。
フェアリーともども、俳優が搭乗する大型モデルとしては『ゴジラvsメカゴジラ』の翼竜ロボットや『ヤマトタケル』のアマノシラトリの系譜に連なるものである。

## キャスト
- モル[出典 21]：小林恵
- ロラ[出典 22]：山口紗弥加
- ベルベラ[出典 23]：羽野晶紀
- 後藤大樹[出典 24]：二見一樹
本作品での人間側の主人公。小学5年生[42]。
- 後藤若葉[出典 25]：藤沢麻弥
大樹の妹[48]。小学2年生[42]。
- 田川[出典 26][注釈 9]：萩原流行
ワイドショーのレポーター[49]。
- 加藤重樹
- 加藤満
- 山下真弘
- 佐藤憲
- 新冨重男
- 堀雄司
- 淳[52]：高村裕毅
- 慎一[52]：内野謙太
- 看護婦[52][13]：坂尾直子
- 木下隆康
- 藤田亮
- 石川秀明
- 川村明美
- 皆川里子
- 小田島隆
- 増島剛之
- 谷津勲
- 尾井治安
- 本田景久
- 中川弘
- 中村美睦
- 川島実
- 星野進
- 金子孝之
- 田中輝彦
- 谷口公一
- 根岸利光
- 千葉茂利
- 円堂耕成
- 医師[出典 28]（医者[13]）：寺尾聰
- 白石まどか（HCBキャスター）[出典 29]：田中ひろ子
- 吉祥寺昌幸（HCBキャスター）[出典 30]：荒川強啓
- 看護婦[出典 31]：大寶智子
- スチュワーデス[42][43]（キャビンアテンダント[13]）：須藤真里子
- 後藤真紀子[出典 32]：高橋ひとみ
主婦[49]。
- 後藤裕一[出典 33]：梨本謙次郎
商社マン[49]。
- 後藤家の写真の人物（写真の人物[13]）：本多猪四郎（写真・ノンクレジット）[出典 34]

## スタッフ
- 企画・原案：田中友幸
- 製作：富山省吾
- プロデューサー：北山裕章
- 脚本：末谷真澄
- 音楽：渡辺俊幸
- 挿入歌
  - 「モスラの歌」 作詞：田中友幸 関沢新一 本多猪四郎 / 作曲：古関裕而 / 編曲：渡辺俊幸
  - 「祈りの歌」 作詞：楊銀華 / 作曲：矢野顕子 / 編曲：渡辺俊幸
  - 「モスラレオ」 作詞：楊銀華 / 作曲：矢野顕子 / 編曲：渡辺俊幸
  - 歌：小林恵、山口紗弥加
- 撮影：関口芳則
- 美術：部谷京子
- 録音：宮内一男
- 照明：大澤暉男
- 操演：鳴海聡
- 編集：小川信夫
- 監督助手：三好邦夫
- 現像：東京現像所
- 製作担当：前田光治
- アソシエイトプロデューサー：鈴木律子
- 音楽プロデューサー：岩瀬政雄、北原京子
- 音楽ミキサー：大野映彦
- 音響効果：佐々木英世
- エリアス衣装デザイン：本谷智子
- スチール：石月美徳
- サントラ盤：ポニーキャニオン
- 特殊技術
  - 撮影：江口憲一、大根田俊光
  - 美術：大澤哲三
  - 照明：斉藤薫
  - 操演：白熊栄次
  - 特殊効果：渡辺忠昭
  - 造型：小林知己、若狭新一
  - 監督助手：鈴木健二
  - 製作担当者：小島太郎
  - スチール：中尾孝
  - デザインワークス：吉田穣、岡本秀郎、西川伸司
  - 編集：東島左枝
  - デスギドラ[出典 35]：吉田瑞穂
- 特殊視覚効果
  - プロデューサー：小野寺浩、大屋哲男、小川利弘
  - スーパーパイザー：内海邦男、木下良仁、吉沢一久
  - CGスーパーパイザー：北条則明、市野晃、横手伸正
- 協力∶北海道、カテナ、TOSHIBA、バンダイ、阪急交通社、小学館、Asahi
- プロダクション協力：東宝スタジオ、東宝映像美術、東宝ミュージック、東宝コスチューム、東宝サウンドスタジオ、東京現像所
- 特技監督：川北紘一
- 監督：米田興弘

## 製作
自社製作で正月興行を維持することになった東宝は、ゴジラシリーズの休止中に代わる看板キャラクターとして、女性層に強いモスラを選び、キャラクター性がゴジラよりも弱いため、女児層の動員で埋めるという思惑があった。そのため、エリアスの衣装に女児層が憧れる要素を導入し、戦う女性という個性を持たせて押しを強めている。モスラの描写も『ゴジラvsモスラ』で描写された光線や鱗粉できらびやかに戦うさまを発展昇華している。特技監督の川北紘一は、ゴジラシリーズの客層をそのまま引き継ぐのではなく、まったく違うターゲットに訴求していく狙いがあったと述べている。
プロデューサーの富山省吾は、ゴジラの破壊的なキャラクターに代わるものとしてモスラの平和的で優しいイメージが求められていたと感じており、人類ではなく地球を守るという位置づけから環境保護をテーマとした。自然を主軸とするため都市や自衛隊などは出さず、人間側主人公も科学者や専門家ではなく、モスラ親子の描写にあわせて普通の家族となった。一方で、人間とモスラをつなぐ存在であった小美人を単なる通訳ではなく、モスラとともに主役たる存在とするためエリアスが創作された。
脚本は、1995年12月5日に第1稿が出されたが、完成まで難航し決定稿は1996年5月までかかった。検討稿では物語は1週間の出来事であったが、予算の都合などから準備稿の時点で4日間に短縮された。そのほか、川北からモスラの産卵シーンを入れることが提案されたことなどにより、後藤家の描写が減少することとなり、監督の米田興弘は限られたシークエンスで後藤家をどう表現するかが自身の最大の課題であったと述懐している。また富山は、デスギドラのキャラクターを定着させるのが難しかったと述べている。
本作品の時点ではエリアスたちの出自や関係性は明確にせず、解釈を観客に委ねるとともに、次作への布石としている。脚本を担当した末谷真澄は、スター・ウォーズシリーズを意識していたといい、米田は本作品の時点で末谷には3本分の構想があったことを証言している。

### スタッフ・キャスト
当初はモル役に宝生舞、ロラ役に小林恵が予定され、製作発表でもそのメンバーが集結していたが、宝生が病気のため降板し、モル役に小林、ロラ役に山口紗弥加がキャスティングされることになった。配役の変更から撮影までは1週間ほどしかなかったという。
川北は、本作品は自身と監督の米田が絶妙にマッチングした作品だと評しており、米田の登場人物の描き分けなども評価している。一方で、シリーズが続いていったことについては、ゴジラやモスラばかりでなく、過去の東宝特撮のようなバラエティに富んだ作品を作らなければならなかったと述懐している。
企画・原案は田中友幸となっているが、実際の企画は東宝映画の企画部から東宝へ提出されたものであり、田中へは決定に際して富山が報告している。
後藤家の祖父の写真として第1作『モスラ』などを監督した本多猪四郎の写真が用いられている。米田は、黒澤明作品の助監督時代に本多に世話になったといい、この写真は映画『影武者』で初対面したころの個人スナップである。
エリアスの衣裳デザインには、主にテーマパークやキャラクターショーなどの衣裳を手がける本谷智子が起用された。羽野晶紀が所属する劇団☆新感線の竹田団吾も候補に挙がっていたが、米田は女性の感覚を重視し本谷に依頼したと述べている。
CG制作は、全体の4割を東京現像所が担当。そのほか、オムニバス・ジャパン、シネボーイ、マリンポスト、日本エフェクトセンターが参加した。

### 撮影
本編班のクランクインは1996年5月30日、クランクアップは8月10日。
本作品では、特撮班によるモスラとデスギドラの戦いのほか、本編班でのフェアリーとガルガルによる後藤家のLDKでの空中戦が見せ場として設けられた。このシーンの撮影ではCG、操演、グリーンバック撮影など、様々な技術が駆使された。前年の『ゴジラvsデストロイア』ではデジタル処理は全体で99カットであったが、本作品では本編だけで350カットにおよんでおり、1年間で大幅に発展している。
従来の作品ではブルーバック撮影が主であったが、本作品ではエアリスが水を象徴する妖精であり衣装などに水色を用いるためグリーンバック撮影となった。グリーンバック撮影も本編班が担当したが、キャラクターの動きは特技監督の川北が監修している。撮影中はグリーンバックに足跡や傷を残さないよう立ち入りが制限されたため、小林ら演者は化粧道具を衣裳の隙間などに隠しメイクの直しは自分たちで行っていた。グリーンバックの多用により、従来の小美人で用いられていた拡大セットは4カットのみにとどまった。
後藤家のセットは、リビングを中心に約25畳の広さのものが作られ、ロフトや天井も設けられた完全な箱となっている。廊下は、四角い空間だけで動くのはつらいと考えた米田の要望により取り入れられた。建具は、本作品のテーマに合わせて自然志向の木造としており、白い壁は緑が多い北海道のシーンとメリハリをつけるとともに、明るい家庭にしたいという真紀子の願望も表している。また、裕一の書斎を中2階に設けることで、上の階から見守る父と下の階でドンと構えている母という構図にしつつ、裕一が追いやられているという状況も作り出している。画面には映らないが、出窓の横でハーブを栽培しているなど、真紀子の地に足をつけた生活感も表現している。子供部屋は、2段ベッドを互い違いに配置することでLDKと同様の立体感を出している。
空中戦のシーンでは、事前に3DCGによるシミュレーション動画が制作され、現場でもそれを確認しながらの撮影となった。
ベルベラが乗るビール缶はグリーンバック合成によるもので、プルトップ部分のみ造形物が作られた。吹き出すビールには、タイアップで提供されたバケツ1杯分のアサヒ黒生を用いており、圧縮酸素のポンプで噴出させている。ベルベラがゴルフボールを蹴るシーンでは、グリーンバック撮影で羽野はサッカーボールを蹴っており、これをセットで撮影された実物のゴルフボールの映像に合成している。
デジタル合成のほか操演も多用しており、人物の頭上を2匹がかすめるシーンのほか、巻き上がる絨毯や引っ張られるテーブルクロスなどの描写でも活用している。シャンデリアが落ちるシーンは、シャンデリアだけで撮影したカットを下絵にCGを制作し、さらに別撮りした人物を合わせている。真紀子のコレクションであるガラス製品には、1個30万円以上のベネチアグラスを用いており、破壊されるシーンでは火薬で実際にこれを壊している。ピアノはあらかじめ足を折っており、蓋からピアノ線で吊って撮影している。
後藤家の外観はロケ撮影したもので、美術の部谷京子は似た家を探すのが大変であった旨を語っている。裏庭は、ロケ地のものは狭く、セット内の庭では高さがでないため、オープンセットで撮影している。

### 特撮
平成VSゴジラシリーズと比べて怪獣の設定が小型化されている分、ミニチュアや着ぐるみのスケールが大型化（1/50→1/25が標準化）されている。一方で、デジタル合成による表現も積極的に取り入れられ、操演との併用によりスピード感のある映像を実現させている。特技監督の川北紘一は、競合する平成ガメラシリーズのCGがマニア向けのリアル志向であったのに対し、本シリーズでは子供から大人まで楽しめるファンタジックさを目指したと述べている。
本作品では、平成ゴジラをはじめ東宝映画製作作品のオープニングを飾っていた「東宝映画作品」のタイトルクレジットにも独自の演出が加えられている。川北は、東宝マークから白文字だけの青バックではそこだけが分離してしまうため、文字も映像の中に取り込みたかったといい、ゴジラシリーズとの差別化を図るとともに2000年代へ向けて新たな時代を感じさせるものにしたと述べている。
1996年4月3日から6日にかけて屋久島ロケが行われた。初日には、フェリーから島の外観を撮影しているが、船上は揺れが激しく、島にはガスがかかっていたため全景を撮影することはできなかった。完成作品では、物語の進行の都合から、海岸線にある民家は合成で消している。
特撮班は、5月14日にクランクインした。14日から21日までは、東宝スタジオのオープンセットにてせり出す岩塊とそこから出現するデスギドラのシーンが撮影された。2日目には、使い回す予定であった岩塊の造型物が火薬でバラバラになってしまい、撮影を中止して造型物の補強が行われた。これにより、撮影が1週ほど延びている。
モスラとデスギドラが対決する北海道の原野のセットは、東宝スタジオ第9ステージに組まれた。ポンプで水が循環する河が設けられ、河原の石はカポックなどでは水に流されてしまうため、本物が使用された。平原には天然芝が使用されたが、付着していたヒルの卵が照明の熱で孵化したため、スタジオにはヒル注意の張り紙がされていた。第9ステージでは、5月22日から31日に親モスラとデスギドラの戦い、6月7日から6月21日にモスラ親子とデスギドラの戦い、7月4日から8日に新モスラとデスギドラのラストバトルがそれぞれ撮影された。空中戦のシーンは、セットを必要としないため解体後も撮影が行われた。
インファント島の祭壇や屋久島のセットは第10ステージに、決壊するダムのセットは大プール脇のオープンセットにそれぞれ組まれた。祭壇は6月3日から6日に、ダムは7月12日から13日、屋久島は7月15日から17日にそれぞれ撮影された。ダム破壊は、第1作『モスラ』などにも見られるが、平成期の作品では初めてである。川北は、水をデスギドラとの対比としつつ、モスラ親子の別れの場面に邪魔なデスギドラを一時的に退場させるためダム壊しを設定したと述べている。
幼虫モスラが北海道へ上陸するシーンで上空を飛んでいるカモメは、実景での映像を用いている。川北は、偶然いい映像が撮れたので積極的に合成したことを語っている。一方で、夕景の海を幼虫モスラが進むシーンでのカモメはCGで制作したものである。
成虫モスラが東京上空を通過するシーンは、第1作で因縁のある東京タワーを映すために挿入された。札幌上空を通過する想定で撮影も行われていたが、川北は人工物が突如出てくるため違和感があったとして欠番にしている。飛行機を追い越すシーンは、JASとのタイアップシーンである。
新モスラとデスギドラの戦いと同時に繰り広げられるフェアリーとガルガルの空中戦は、リビングのシーンで撮影した映像の一部を特撮カットとあわせたものである。川北は、このシーンが最も気に入っていると語っている。
空中戦の撮影を経て、ブルーバックや黒バックなどの合成カットを最後に、7月24日にクランクアップした。

### 音楽
音楽を担当した渡辺俊幸は、本作品で初めて特撮作品の音楽を手掛けた。渡辺は、伊福部昭の伝統は意識しつつも、従来の作品とは作風が異なることからハリウッド映画的な旋律重視の音楽としたと述べている。楽曲も、ジョン・ウィリアムズやアラン・シルヴェストリなど、ハリウッド音楽を手掛ける作曲家の作風をイメージしている。川北は、ゴジラシリーズとの差別化の表れであったと述べている。
楽曲制作は、渡辺と米田の意見が合致したことにより、映像の尺に音楽を合わせるハリウッドスタイルとなった。オールラッシュから音楽の録音までは1週間弱しか間が空いていなかったため、渡辺はその前の段階の編集をもとに作曲し、その後も編集で尺の変更があれば逐一ビデオで確認して修正を行った。
楽器編成はフルオーケストラ体制で行われた。渡辺は、フルオーケストラで映画音楽を手掛けるのも初めてであり、米田の初監督作品であったため自身も張り切ったという。
エリアスの歌唱は、演じる小林と山口が担当した。2人とも本職の歌手ではないため苦労もあったといい、渡辺は両者の努力を評価している。特に山口は、レコーディング自体初めてであったため、最初の収録では苦労した旨を語っている。
「モスラの歌」は、第1作『モスラ』で古関裕而が作曲したものをアレンジして用いている。編曲を担当した渡辺は、エリアスが親モスラを呼ぶシチュエーションから明るくは歌えないと考え、今までにない「モスラの歌」になるよう新鮮な響きとなることを意識したという。伴奏のマリンバとパーカッションは、原始的な地球のエネルギーを表現している。
「モスラの歌」以外の挿入歌は、矢野顕子が作曲を担当した。矢野は幼少期から東宝怪獣映画をほとんど観ていたといい、本作品に参加できたことを喜んでいたという。また、渡辺とは高校の同級生であり、当時バンドを組んでいたという縁もあった。
モスラのテーマは、「モスラの歌」が使用されることも前提としつつ、渡辺は自身なりのテーマも作りたいと考え、モスラを地球の守護神として捉えた楽曲とした。メロディは、親モスラの死にも戦いの場面にも使用するため、悲壮感を含みつつヒーロー性も意図しており、ジョン・ウィリアムズによる『スーパーマン』や『スター・ウォーズ』などの楽曲を意識している。
幼虫モスラのテーマは、矢野による「祈りの歌」をもとにした曲もあるが、それでは情緒的なため戦闘シーン用に別の曲も制作された。
デスギドラのテーマは、伊福部音楽を意識した無調の荒々しい楽曲となっている。一方、伊福部音楽では各怪獣のライトモチーフを組み合わせることで戦いを表現していたが、モスラとデスギドラの戦闘シーンでの楽曲は独立したものとしており、各怪獣のテーマとあわせて戦闘の優劣以外での画面の変化にもあわせている。
リビングでの空中戦の音楽は深刻なものとせず、観客である子供たちをワクワクさせる明るい冒険調としている。同じメロディを、飛行機のシーンなどでも用いており、子供たちも含んだテーマとなっている。
エンディングは、モスラのテーマのピアノアレンジを用いている。作曲前に米田が映画『フォレスト・ガンプ/一期一会』の音楽を仮で当てたところイメージに合致していたことから、これを参考としている。また、米田は『E.T.』も意識していたという。

## 漫画版
脚本：末谷真澄、漫画：坂井孝行、別冊コロコロコミックスペシャル 1996年10月号および12月号に掲載。
『とんでもとんでモスラ』（ひかわ博一、小学三年生）
モスラが主役のコメディ漫画。

## ノベライズ
劇場公開時に扶桑社から、波多野鷹作のノベライズが出版されている（ISBN 4594021190）。物語の描写はほぼ映画通りである。

## 映像ソフト
- レーザーディスク
  - 1997年7月1日に3枚組ボックスが東宝ビデオより発売された[82][83]。1998年12月23日には廉価版も発売された[84][85]。品番 TLL2505[86]
- DVD
  - 2006年1月27日に発売された[87]。オーディオコメンタリーは米田興弘（監督）、関口芳則（撮影）[87]。
  - 2013年11月8日に期間限定プライス版として再発売された。
  - 2015年8月19日に東宝DVD名作セレクションとして再発売された。
- Blu-ray Disc
TBR27294D、2017年11月3日発売。
モスラ3部作（モスラ、モスラ2、モスラ3）を収録したBOX。

## サウンドトラック
- モスラ オリジナルサウンドトラック完全盤（1996年12月16日/ポニーキャニオン / 規格番号PCCR-00243）[88]
- モスラ三部作 オリジナル・サウンドトラック（2023年4月19日/CINEMA-KAN Label / 規格番号CINK-150）　
  - 「平成モスラ」の三部作を収録したCD6枚組BOX。過去の商品では未収録だった主題歌も収録している。

## 評価
配給収入は11億5千万円を記録。この好評を受け、シリーズは以後3年間製作公開されることとなった。また妖精が登場するファンタジックな作風から、女性にも訴求する作品との評価もある。
監督の米田によれば、本作品の公開後ラストシーンに否定的な感想が多かったと証言しており、その要因として人間が破壊した環境をモスラがいとも簡単に再生してしまったことを大人の観客が奇跡と感じられなかったことを挙げている。
特技監督の川北は、ゴジラシリーズで定番となっていたアトラクションスーツによる巡業などの宣伝手法が本シリーズでは使えなかったことが痛手であったが、それでもそれなりの成績を出せていたのはモスラというキャラクターの強さによるものだと述べている。

### 受賞歴
- 第15回ゴールデングロス賞優秀銀賞[90]。